# Špička obecná

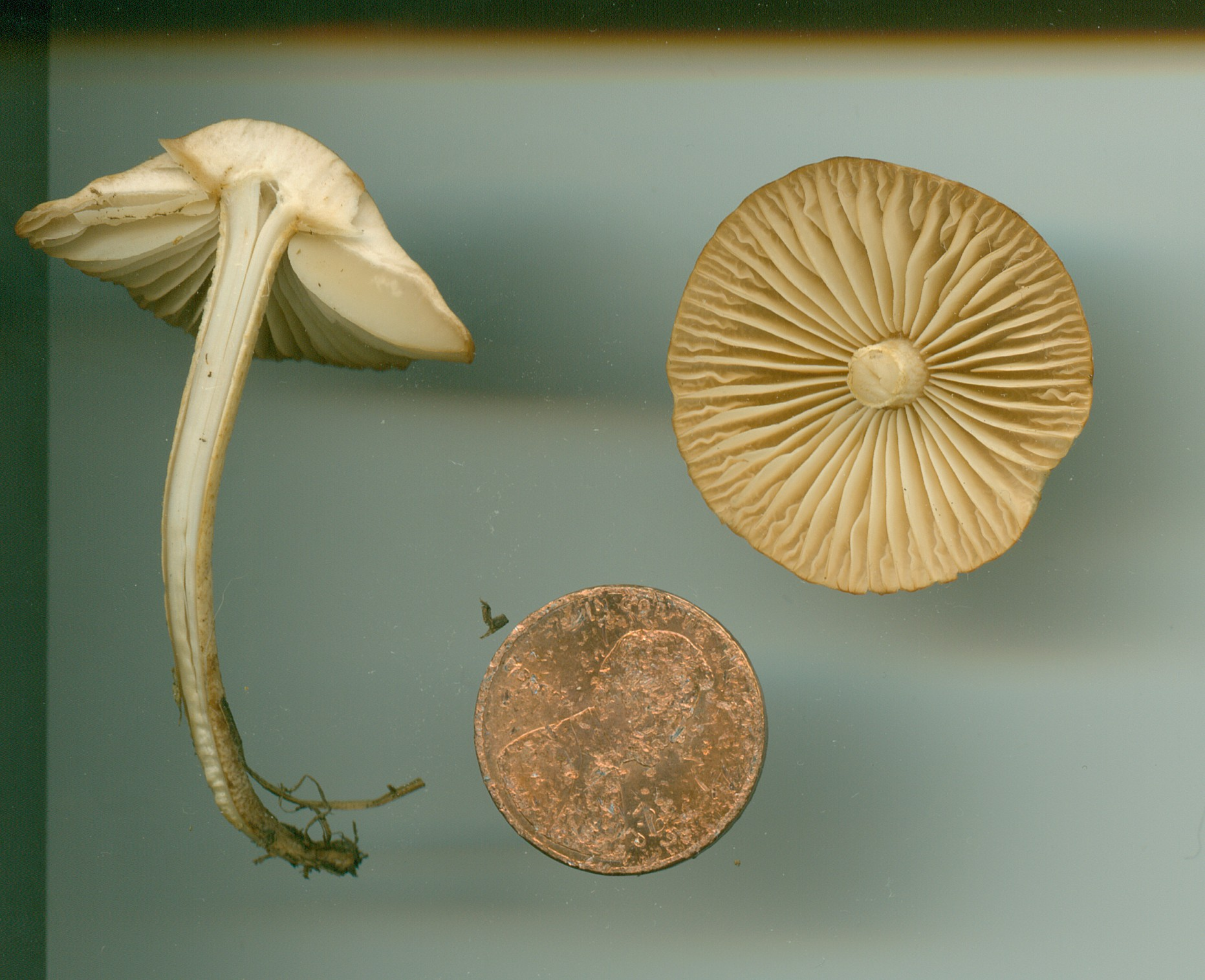
Špička obecná

Špička obecná (Marasmius oreades), též špička polní je drobná jedlá houba z čeledi špičkovitých.

## Popis
Klobouk dosahuje 15-50 mm v průměru a je v mládí tupě kuželovitý nebo polokulovitý, Později plochý s hrbolkem uprostřed a drážkami na okrajích, jinak hladký, lysý, světle okrový. Lupeny jsou řídké a téměř bílé. Třeň dlouhý (40-70 mm), tenký (3-4 mm), válcovitý, pružný, tuhý, pevný a rovněž lysý. Dužnina bělavá, pružná. Výtrusy jsou bílé. Jako u všech druhů špiček, ani u špičky obecné plodnice zpravidla nehynou během sucha, pouze zcela vyschnou a po deštích znovu "obživnou" a pokračují v růstu.

## Gastronomie
Špička obecná je chutná jedlá houba, kterou lze v kuchyni zpracovat mnoha způsoby. Hodí se k sušení, mražení i nakládání. Ke kuchyňskému využití se hodí zejména kloboučky. Třeň je tuhý, a tak se před zpracováním odstraňuje. Nejčastěji se špička obecná přidává do polévek. Velmi dobře ale chutná též v rizotu, omáčkách nebo klasické smaženici. Usušené a rozemleté špičky je možné používat jako koření, například při nakládání zeleniny. 

## Výskyt
Špička roste po vydatných deštích na lukách, polních cestách a jiných travnatých površích od května do listopadu, nejhojněji v červenci. Žije v symbióze s některými travami. Často vyrůstá v tzv. čarodějných kruzích.
Spojené kruhy plodnic špičky obecné na kopcích u Stonehenge mají více než 100 metrů v průměru a jsou přibližně 300 let staré.

## Zajímavost
Na třeni špičky obecné lze udělat uzel, což u jiných hub nelze.